# Поділля (УНР)
Поділля — земля Української Народної Республіки. Адміністративно-територіальна одиниця найвищого рівня. Земський центр — місто Кам'янець-Подільський. Заснована 6 березня 1918 року згідно з Законом «Про адміністративно-територіальний поділ України», що був ухвалений Українською Центральною Радою. Скасована 29 квітня 1918 року гетьманом України Павлом Скоропадським, що повернув старий губернський поділ часів Російської імперії.

## Опис
До землі мали увійти Кам'янецький, Проскурівський, Ушицький, частина Могилівського повітів Подільської губернії та частина Старокостянтинівського повіту Волинської губернії.